# Petrovo Selo (gmina Kladovo)
Petrovo Selo (cyr. Петрово Село) – wieś w Serbii, w okręgu borskim, w gminie Kladovo. W 2011 roku liczyła 79 mieszkańców.